# Famille Torelli
Pour les articles homonymes, voir Torelli.
Les Torelli sont une famille d'artistes italiens :
- Felice Torelli (1667 - 1748), peintre italien baroque,
- Giuseppe Torelli (1658 - 1709), frère de Felice, violoniste et compositeur de concertos, sa femme Lucia Casalini (1677-1761), portraitiste de renom
- Stefano Torelli (1712 - 1780), le fils de Felice, peintre italien rococo, qui travailla en Allemagne et surtout en Russie.